# Маллахмор
Маллахмор (англ. Mullaghmore [məla:x'mɔr]; ирл. An Mullach Mór, «великие переговоры») — деревня в Ирландии, находится в графстве Слайго (провинция Коннахт).

## Демография
Население — 147 человек (по переписи 2006 года). В 2002 году население составляло 137 человек.
Данные переписи 2006 года:
| Общие демографические показатели |               |                               |                               |      |      |
| Всё население                    | Всё население | Изменения населения 2002—2006 | Изменения населения 2002—2006 | 2006 | 2006 |
| 2002                             | 2006          | чел.                          | %                             | муж. | жен. |
| 137                              | 147           | 10                            | 7,3                           | 76   | 71   |